# Aymen Mathlouthi
Aymen Mathlouthi (arabisch أيمن المثلوثي, DMG Aiman al-Maṯlūṯī; * 14. September 1984 in Tunis) ist ein ehemaliger tunesischer Fußballtorhüter. Er war Stammspieler in der tunesischen Fußballnationalmannschaft. Außerdem war er sowohl im Verein als auch in der Nationalmannschaft Mannschaftskapitän.

## Karriere

### Verein
Mathlouthi wechselte 2003 als 19-jähriger zu Etoile Sportive du Sahel in die erste tunesische Liga. Bis Ende 2017 stand er bei weit über 300 Pflichtspielen bei diesem Verein zwischen den Pfosten und war seit 2009 auch Kapitän. In diesen Jahren gewann er mit ES Sahel u. a. zweimal den tunesischen Meistertitel und dreimal den tunesischen Pokal. Im Januar 2018 wechselte er zu Al-Batin FC in die erste Liga Saudi-Arabiens. Schon nach gut einem halben Jahr und nur sieben Ligaspielen kehrte Mathlouthi aber nach Tunesien zurück und schloss sich Club Africain Tunis an, für den er schon in seiner Jugend gespielt hatte. Ein Jahr später, im Sommer 2019, wechselte er erneut nach Saudi-Arabien zum damaligen Erstligisten Al-Adalah FC. Erneut blieb er nicht lange. Schon wenige Monate später unterschrieb er im Januar 2020 bei Etoile Sportive du Sahel, wo er seine erfolgreichen Zeiten erlebt hatte. Er wurde bei Sahel zwar kein Stammspieler mehr, aber 2022/23 noch einmal tunesischer Meister und stand in dieser Saison immerhin in zwölf Liga- und Playoff-Spielen zwischen den Pfosten. Nach der Saison 2022/23 beendete Mathlouthi seine Karriere.

### Nationalmannschaft
Mathlouthi stand im März 2007 erstmals im Kader der tunesischen Nationalmannschaft. Sein Debüt hatte er in einem Freundschaftsspiel gegen Österreich im November 2007. Er blieb ohne Gegentor. Es folgten 72 Länderspiele für die tunesische A-Nationalmannschaft. Er nahm zweimal an einer Weltmeisterschaft teil. 2018 stand er beim 2:1-Sieg über Panama als Kapitän im Tor. Dies blieb sein einziger WM-Einsatz, da er 2022 ohne Einsatz im Kader stand. Seinen letzten Einsatz in der Nationalmannschaft hatte er im März 2019 in der Qualifikation für den Afrika-Cup gegen Swasiland. Wie in seinem ersten Spiel und insgesamt in 34 Spielen für Tunesien blieb er auch im letzten Länderspiel ohne Gegentreffer.

## Erfolge

### Nationalmannschaft
- Afrikanische Nationenmeisterschaft (1):  2011.
- WM-Teilnehmer: 2018, 2022
- Afrika-Cup-Teilnehmer: 2008, 2010, 2012, 2013, 2015, 2017

### Verein
- Championnat de Tunisie (3): 2007, 2016, 2023.
- Coupe de Tunisie (3): 2012, 2014 und 2015.
- CAF Champions League (1): 2007
- African Cup Winners’ Cup (1): 2003
- CAF Confederation Cup (2): 2006, 2015
- CAF Super Cup (1): 2008